# Fiddler Records
Fiddler Records — невеликий незалежний музичний лейбл, що спеціалізувався на виданні альбомів у стилі панк-рок, поп-панк, альтернативний рок, рок, емо. Заснований у 1996 році 16-ти річною Емі Флешер і здобув визнання завдяки дебютним релізам таких відомих гуртів як Dashboard Confessional та New Found Glory. За десять років свого існування на цьому лейблі видавались такі виконавці: The Bled, The Higher, Recover, Juliette & The Licks, Name Taken та Classic Case. У 2006 році після багатьох змін у керівництві компанія була закрита. Наразі усіма правами на каталог Fiddler Records володіє інший незалежний лейбл Hello My Name Is Records.

## Каталог
- FR001 — Vacant Andys — Anodyne (1996, 7")
- FR002 — The Skalidays — We Outgrew the Water Fountain (1996, 7")
- FR003 — The Skalidays — Late Again (1997)
- FR004 — New Found Glory — «It's All About the Girls» — (1997, CDEP)
- FR005 — Milkshed — «Time» (1997)
- FR006 — The Agency — «Fork, Knife and Spoon» (1998, CDEP)
- FR007 — Poopy Pants — «Anal Devastation» (1998, CDEP)
- FR008 — Various Artists — «The Shortest Distance: A South Florida Compilation» (1999, CD)
- FR009 — The Grey A.M. — «Move the Monuments East» (1999, CD)
- FR010 — The Agency — «Engines» (2000)
- FR011 — Dashboard Confessional — The Swiss Army Romance (2000, CD)
- FR012 — Dashboard Confessional — The Drowning (2001, CDEP)
- FR013 — Seville — Waiting in Seville (2001, CDEP)
- FR014 — Recover — «Ceci N'est Pas Recover» (2002, CDEP)
- FR015 — Poulain — «For Passengers» (2003, CDEP)
- FR016 — The Bled — «Pass the Flask» (2003)
- FR017 — The Higher — «Star Is Dead» (2004, CDEP)
- FR018 — Salem — «Love It or Leave Me» (2003, CDEP)
- FR019 — Name Taken — «Hold On» (2004, CD)
- FR020 — Juliette & The Licks — «…Like a Bolt of Lightning» (2004, CDEP)
- FR021 — The Higher — «Histrionics» (2005, CD)
- FR022 — Juliette & The Licks — «You're Speaking My Language» (2005, CD)
- FR023 —
- FR024 — Maida — "Renaissance In Reverse (2005, CD)
- FR025 — Classic Case — «Dress to Depress» (2005)
- IMP001 — At All Cost — «Shattered Dreams and Bourgeois Schemes» (2004, CDEP)
- IMP002 — Maida — «Remove the Funeral Attire» (2004, CDEP)